# Ágios Andréas (ort i Grekland, Peloponnesos)
Ágios Andréas är en ort i Grekland.   Den ligger i prefekturen Arkadien och regionen Peloponnesos, i den södra delen av landet, 110 km sydväst om huvudstaden Aten. Ágios Andréas ligger 48 meter över havet och antalet invånare är 1 033.
Terrängen runt Ágios Andréas är kuperad åt sydväst, men åt nordost är den platt. Havet är nära Ágios Andréas åt nordost. Runt Ágios Andréas är det glesbefolkat, med 19 invånare per kvadratkilometer. Närmaste större samhälle är Ástros, 7,1 km norr om Ágios Andréas. 